# 广州飞华电信工程有限公司
广州飞华电信工程有限公司是隶属中国电信广州分公司的一个子公司，主要经营互联网服务业务。
国内互联网Chinanet早期著名网站广州视窗即为其建立，另有163邮箱服务。后于1999年因业务调整将163邮箱出售给深圳新飞网，日后逐渐式微。部分员工曾组建新飞华。
网易的创始人丁磊曾于该公司工作。